# خرس قهوه‌ای
خرس قهوه‌ای (نام علمی: Ursus arctos) گونه‌ای خرس بزرگ‌جثه و درشت‌اندام است که در بسیاری از مناطق آمریکای شمالی و شمال اورآسیا پراکنده‌است. وزن این نوع خرس از ۱۰۰ تا ۸۰۰ کیلوگرم متغیر است و بزرگ‌ترین زیرگونهٔ آن خرس کودیاک در قامتی هم‌اندازهٔ خرس قطبی با وی بر سر عنوان بزرگ‌ترین گونهٔ خرس و بزرگ‌ترین جانور شکارچی روی خشکی رقابت می‌کند. زیرگونه خرس قهوه‌ای (خرس کودیاک) بزرگ‌ترین و قوی‌ترین گوشتخوار موجود در خشکیست.
با آن که قلمرو زیست خرس قهوه‌ای کاهش یافته و در بسیاری از مناطق منقرض شده‌است ولی همچنان در فهرست کمترین نگرانی آی‌یوسی‌ان باقی‌مانده و با جمعیت تقریبی ۲۰۰ هزار رأس خطر انقراض وی را تهدید نمی‌کند. بیشترین شمار خرس قهوه‌ای به ترتیب در روسیه، آمریکا (بیشتر در آلاسکا)، کانادا، منطقهٔ کارپات (به‌ویژه رومانی) و فنلاند، جایی‌که جانور ملی این کشور نامیده می‌شود، سکونت دارند. البته سه زیرگونهٔ این گونه خرس یعنی خرس قهوه‌ای آفریقای شمالی (خرس بربری)، کالیفرنیایی و مکزیکی در قرن نوزدهم و بیستم منقرض شدند و برخی از زیرگونه‌های جنوب آسیایی این جانور نیز به شدت در خطر انقراض هستند. زیرگونه‌ای از خرس قهوه‌ای محدود شده در مرکز ایتالیا موسوم به خرس قهوه‌ای مارسیکایی وجود دارد که تعداد آن‌ها بین ۵۰–۶۰ فرد بوده و در خطر انقراض هستند. در ایران نیز در مناطق شمالی به ویژه مازندران و همچنین استان لرستان این خرس زندگی می‌کند.

## ویژگی‌های جسمانی

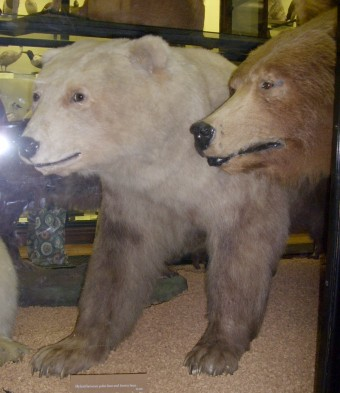
خرس دورگه قطبی-قهوه‌ای در موزه روچیلد

خرس‌های قهوه‌ای جزیره کودیاک در مقایسه با خرس‌های قطبی اندکی بزرگترند. بعضی منابع، این دو خرس را هم‌اندازه معرفی کرده‌اند. این دو خرس، بزرگ‌ترین شکارچیان زمین‌اند. خرس‌های قهوه‌ای از ۹۰ کیلوگرم (خرس‌های ماده کوچک) تا بیش از ۸۰۰ کیلوگرم (برای خرس‌های بزرگ نر) وزن دارند. جمعیت خرس قهوه‌ای بر حسب این که از چه نوع رژیم غذایی استفاده می‌کند، به‌طور چشمگیری فرق دارد. به‌طور کلی آن‌هایی که در کنار دریا هستند و ماهی می‌خورند بیشتر عمر می‌کنند و وزنشان هم بیشتر است؛ مثلاً خرس قهوه‌ای که در آلاسکا زندگی می‌کند بیش از ۸۰۰ کیلوگرم وزن و ۲۳۰ سانتی‌متر قد دارد. خرس قهوه‌ای دمی به طول ۱۰ الی ۱۳ سانتی‌متر دارد. خرس قهوه‌ای در طول شانه‌هایش ماهیچه‌های برآمده تری دارد که آن را از انواع دیگر خرس‌ها متمایز می‌سازد.
کوچک‌ترین نوع خرس قهوه‌ای، خرس قهوه‌ای گوبی است که بالغ ماده آن ۹۰ کیلوگرم وزن دارد.

## رفتار
آن‌ها ممکن است به مدت بیش از هفت ماه در لانه یا غار، بدون غذا خوابیده باشند. در این حالت کاملاً بی‌حس و سست می‌شوند. پس از بیدار شدن به‌طور وحشتناکی غذا می‌خورند تاانرژی از دست رفته را بازیابند. روزی ۴۰ کیلوگرم!
خرس قهوه‌ای در حالت عادی در شب فعالیت می‌کند. در تابستان بیش از ۱۸۰ کیلوگرم چربی ذخیره می‌کند که می‌تواند در طول زمستان که خیلی سست می‌شود مقاومت کند. با این حال آن‌ها زمستان‌خواب نیستند و به آسانی بیدار می‌شوند. هم نر و هم ماده این جانور در زمستان در غار یا لانه به سر می‌برند. خرس قهوه‌ای بسیار گوشه‌گیر است، با این حال ممکن است آن‌ها در تعداد زیادی به دور منبع غذایی بزرگ، در کنار هم جمع شوند و یک سلسله‌مراتب اجتماعی را بر پایه سن و اندازه‌شان تشکیل دهند.
وقتی خرس قهوه‌ای مصدوم شد با صدای بسیار بلندی می‌غرّد ولی در حالت عادی با ترساندن و عصبانیت و تولید صدای زیر به وسیله به هم ساییدن دندان به دیگران هشدار می‌دهد. آن‌ها تقریباً همیشه از مواجه شدن با انسان خودداری می‌کنند.

### رژیم غذایی

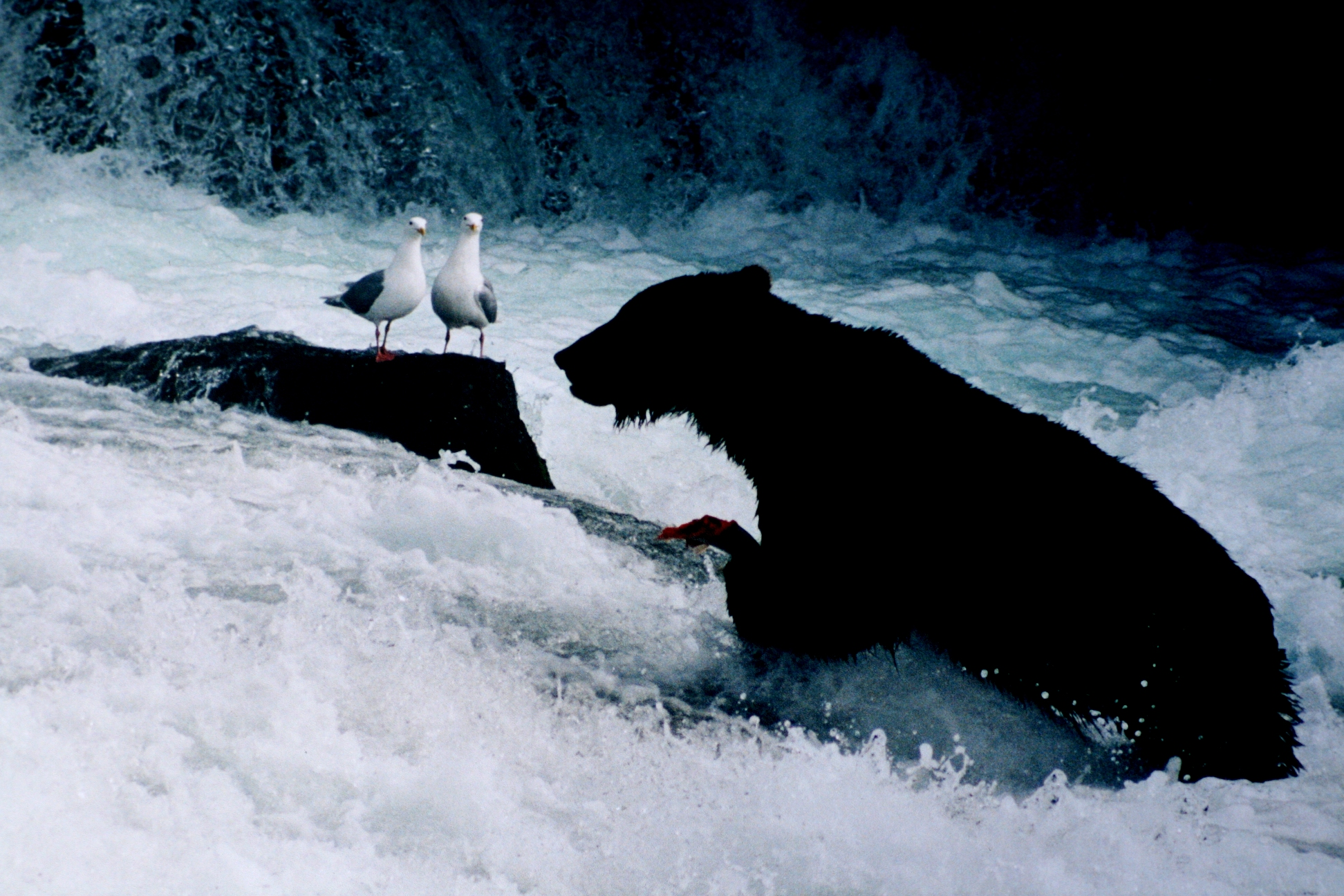
خرس قهوه‌ای در آبشار

آن‌ها جانورانی همه‌چیزخوار هستند و از محصولات متنوع گیاهی استفاده می‌کنند شامل: توت، ریشه درختان، جوانه، قارچ و همچنین فراورده‌های گوشتی مثل ماهی، حشره، و پستانداران کوچک. آن طور که مشهور است آن‌ها گوشتخوار نیستند. خرس قهوه‌ای بیش از ۹۰٪ از انرژی غذایی خود را از مواد گیاهی بدست می‌آورد. ساختار فک آن‌ها متناسب با نوع غذایی آنان است. دندان‌های آن‌ها بیش از دیگر گوشتخواران پهن شده‌است. نوع غذای آنان به‌طور چشمگیری بستگی به منطقه زندگی آن‌ها دارد؛ مثلاً خرس‌هایی که در یلوستون هستند در طول تابستان مقدار زیادی حشره بید می‌خورند. بعضاً ۴۰٬۰۰۰ بید در روز می‌خورند و این مقدار ممکن است نیمی از انرژی سالانه آنان را فراهم کند.
در فصل بهار غذای اصلی خرس‌های قهوه‌ای در اغلب نقاط دنیا لاشه‌های باقی‌مانده از زمستان، علوفه، شاخه‌ها و گل‌هاست. در تابستان و اوایل پاییز میوه‌ها به ویژه انواع توت اهمیت بیشتری پیدا می‌کنند و در مناطقی که میوه کمیاب باشد ریشه و پیاز گیاهان نقش مهمی در سبد غذایی خرس‌ها پیدا می‌کند. آن‌ها معمولاً به سراغ غذاهای جانوری هم می‌روند. در تابستان و پاییز حشرات، لاروها، کرم‌ها و کندوی زنبور عسل از غذاهای مهم این جانوران است. خرس‌های قهوه‌ای که در حوالی ساحل زندگی می‌کنند معمولاً از صدف‌ها و خرچنگ‌ها هم تغذیه می‌کنند. این جانوران ممکن است پرندگان و تخم‌های آن‌ها را هم بخورند و رژیم غذایی خود را با شکار جوندگان و دیگر پستانداران کوچک تکمیل کنند.
در شبه‌جزیره کامچاتکا و بخش‌هایی از آلاسکا ماهی‌های قزل‌آلا در فصل تخم‌ریزی غذای اصلی خرس‌ها هستند. تعداد زیاد و ارزش غذایی بالای این ماهی‌ها یکی از دلایل جثه بسیار بزرگ خرس‌های این مناطق است. اما اغلب خرس‌های قهوه ای در شکار جانوران دیگر چندان زبردست نیستند. البته اغلب خرس‌های قهوه‌ای گاهی شانس خود را برای شکار جانوران بزرگ امتحان می‌کنند اما بسیاری از تلاش‌های آن‌ها با یک حملهٔ ناشیانه و دودلانه به طعمه آغاز شده و با فرار طعمه پایان می‌پذیرد. اما تعدادی از خرس‌های قهوه‌ای شکارچیانی مطمئن هستند که شکار طعمه‌های بزرگ برایشان امری عادی است. این خرس‌ها معمولاً شیوهٔ شکار را در سنین کودکی از مادرشان آموخته‌اند. پستانداران بزرگی که ممکن است این خرس‌ها به شکار آن‌ها بروند شامل انواع گوزن، انواع گوسفند وحشی و بز وحشی و گراز می‌شود. در این نوع شکارها معمولاً به سراغ بچه‌ها یا جانوران بیمار و ناتوان می‌روند که شکارشان آسان باشد. لاشه‌ها نیز بخشی از غذای خرس‌های قهوه‌ای است و به خصوص در اوایل بهار اهمیت پیدا می‌کند که خرس‌های گرسنه تازه از خواب زمستانی برخاسته‌اند.

### روابط شکاری خاص

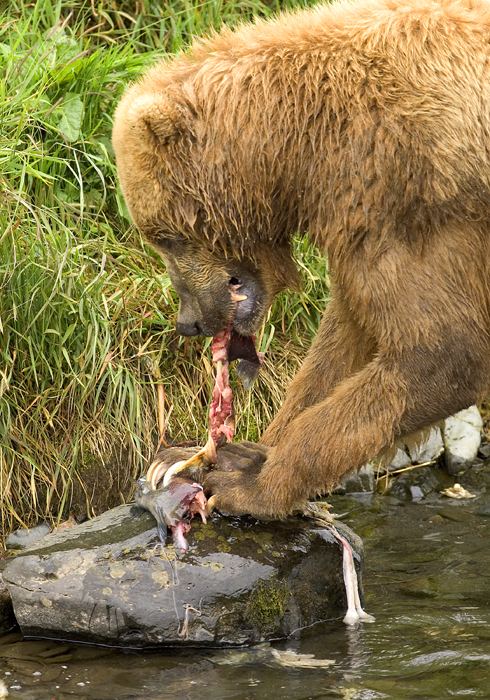
خرس قهوه‌ای در حال خوردن ماهی

خرس‌های بالغ تقریباً از هر حمله‌ای مصون اند به جز حمله خرس‌های دیگر اما گهگاه در خاور دور روسیه مورد حملهٔ ببر سیبری قرار می‌گیرند. در این منطقه خرس قهوه‌ای و خرس سیاه آسیایی روی هم رفته ۵ تا ۸ درصد و خرس قهوه‌ای به تنهایی ۱ تا ۱٫۵ درصد از رژیم غذایی ببر سیبری را تشکیل می‌دهند. وقتی شکارهای معمول ببر در منطقه‌ای کم شد ببرها به خرس‌ها حمله می‌کنند. معمولاً خرس‌های بالغ بزرگ از حمله ببرها در زمستان در امانند ولی گاه در زمستان وقتی در لانه خود هستند کشته می‌شوند. البته مواردی هم به ثبت رسیده‌است که خرس‌ها ببر را کشته‌اند یا برای دفاع از خود در برابر کشته شدن توسط آن‌ها یا برای مصرف شکارشان.
در یک مطالعه با استفاده از رادیو تله‌متری در در خاور دور روسیه ۴۴ مورد رویارویی بین خرس قهوه‌ای و ببر سیبری مشاهده شد که از این تعداد در ۲۰ مورد کار به جدال دو جانور کشید. در ۵۰ درصد نبردها خرس قهوه‌ای کشته شده، در ۲۷ درصد ببرها کشته شده و در ۲۳ درصد نیز هر دو جانور زنده مانده و به نبرد پایان دادند. یکی از دلایل برخورد زیاد این دو جانور این است که بعضی خرس‌های قهوه‌ای گرسنه پس از بیدار شدن از خواب زمستانی به دنبال ببرها می‌روند تا شکار آن‌ها را بدزدند. در نتیجه ممکن است حضور ببرها به نفع خرس‌های قهوه‌ای به ویژه خرس‌های بزرگ باشد که با تعقیب رد پای آن‌ها به سراغ لاشه جانورانی بروند که خودشان توانایی شکارشان را ندارند.
دیده شده‌است که خرس‌های قهوه‌ای به سمت شمال و به سمت قلمرو خرس‌های قطبی حرکت کرده‌اند. خرس‌های قهوه‌ای تمایل دارند قلمرو آنان را اشغال کنند تا از لاشخورها در امان باشند و توله‌های مرده خرس قطبی در لانه خرس قهوه‌ای یافت شده‌است و توله خرس‌های پاندا نیز توسط خرس‌های قهوه‌ای خورده شده‌است.

## رابطه با انسان

### در فرهنگ
در جریان جنگ جهانی دوم، یک خرس قهوه‌ای ایرانی به نام وُیتِک توسط سربازان لهستانی خریداری شد. ویتک نماد یک شرکت شد. سپس برای قانونی کردن حضور آن در اردوی نظامی، ابتدا به تملک شخصی درآمد، سپس به عنوان بخشی از ارتش درآمد و به سربازان برای جابجایی ابزار نظامی کمک کرد. پس از جنگ به باغ وحش ادینبورگ فرستاده شد و توجه مردم را به خود جلب کرد. خدمت نظامی این خرس در یاد مردم اسکاتلند و لهستان مانده‌است.

### مواجهه با خرس
آلاسکا دارای جمعیت حدود ۷۵۰۰ خرس قطبی، ۳۵۰۰۰ خرس قهوه‌ای و ۱۱۰۰۰۰ خرس سیاه می‌باشد. با این حال، خرس‌های قهوه‌ای عامل بیش از ۸۶٪ کل حملات در این نقطه می‌باشند. رویارویی با خرس قهوه‌ای ۱۳ برابر خطرناک‌تر از خرس‌های قطبی و ۲۲ برابر خطرناکتر از خرس‌های سیاه می‌باشد. اسمیت معتقد است که این اختلاف ناشی از عوامل زیادی است. خرس‌های سیاه به‌طور طبیعی از خرس‌های قهوه‌ای و گریزلی ترسوتر می‌باشند و زیستگاه خرس‌های قطبی به مناطق دور افتاده با تعداد کمی از مردم محدود شده‌است. در مناطق با استفاده مشترک (مانند تمشک زارها، جویبارهای ماهی و مناطق شکار) انسان‌ها با خرس‌های قهوه‌ای بیشتر از سایر گونه‌های خرس در تعامل هستند. محل اشتباه، زمان اشتباه آمار نشان می‌دهد که حملات خرس‌ها در طبیعت فصلی می‌باشد و تعداد حملات در پاییز در خلال فصل شکار بیشتر از بهار اتفاق می‌افتد. فصل تمشک تابستانه نیز زمان اوج برخورد دیگر بین انسان و خرس‌ها می‌باشد ساعت روز نیز می‌تواند در اینکه حمله چگونه شکل می‌گیرد نقش بازی کند. احتمال برخورد شما با یک خرس در طی یک پیاده‌روی شبانه در مجاورت یک رودخانه پر ماهی نسبت به همان پیاده‌روی در طی روز در حالیکه سرو صدا می‌کنید بسیار بیشتر است.

## تکامل

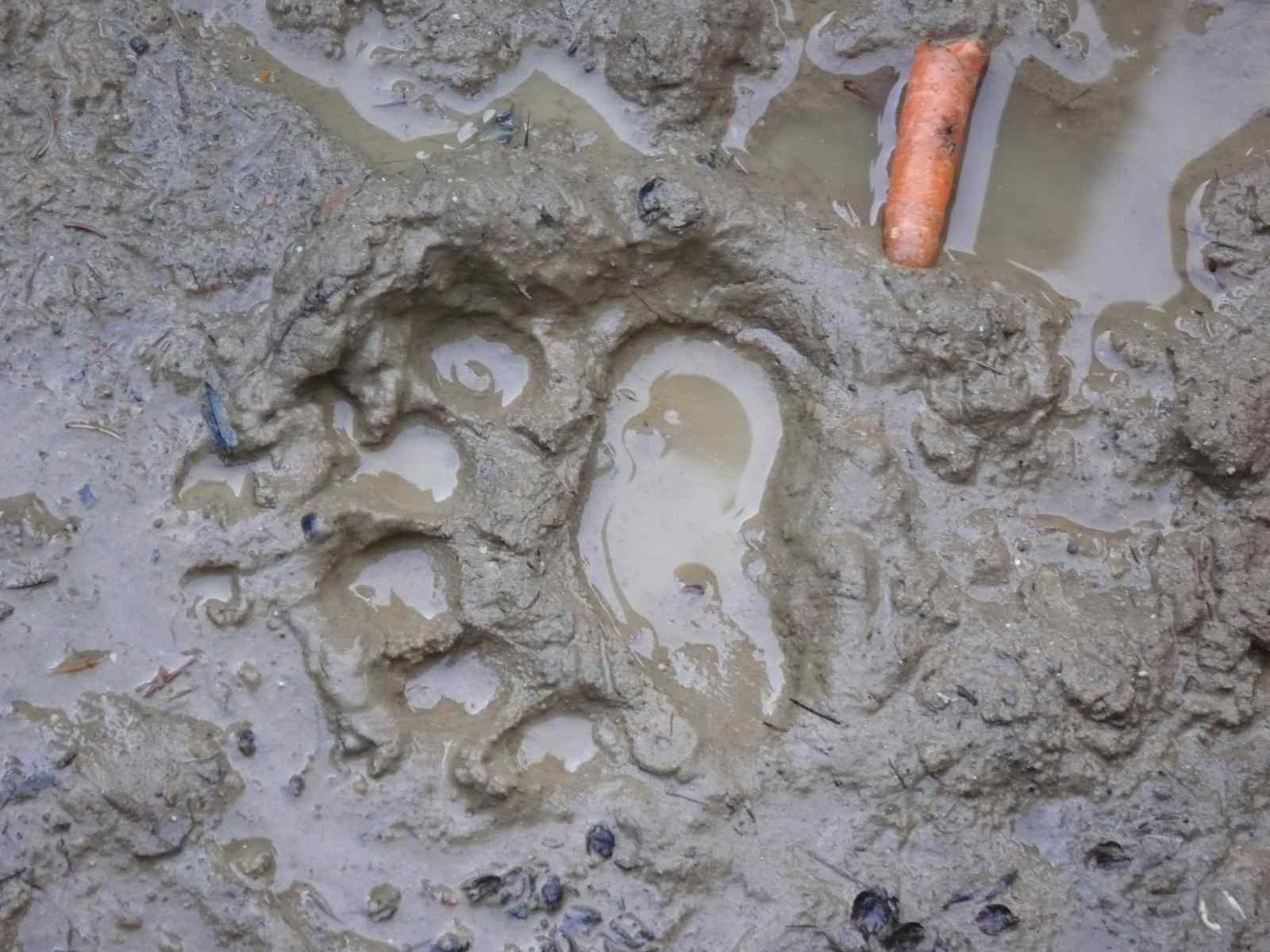
رد پای جلو

تصور می شود خرس قهوه ای از خرس اتروسکی در آسیا در اوایل پلیوسن تکامل یافته است.  یک تجزیه و تحلیل ژنتیکی نشان داد که دودمان خرس قهوه‌ای از مجموعه گونه‌های خرس غار تقریباً ۱/۲ تا ۱/۴ میلیون سال پیش جدا شده است،  قدیمی‌ترین فسیل‌های خرس قهوه‌ای از حدود ۵۰۰۰۰۰ تا ۳۰۰۰۰۰ سال پیش در آسیا یافت شده است.آنها ۲۵۰۰۰۰ سال پیش وارد اروپا و اندکی پس از آن به شمال آفریقا وارد شدند. بقایای خرس قهوه ای از دوره پلیستوسن در جزایر بریتانیا رایج بوده است ، جایی که، در میان سایر عوامل، ممکن است در انقراض خرس های غار ( Ursus spelaeus ) نقش داشته باشند.

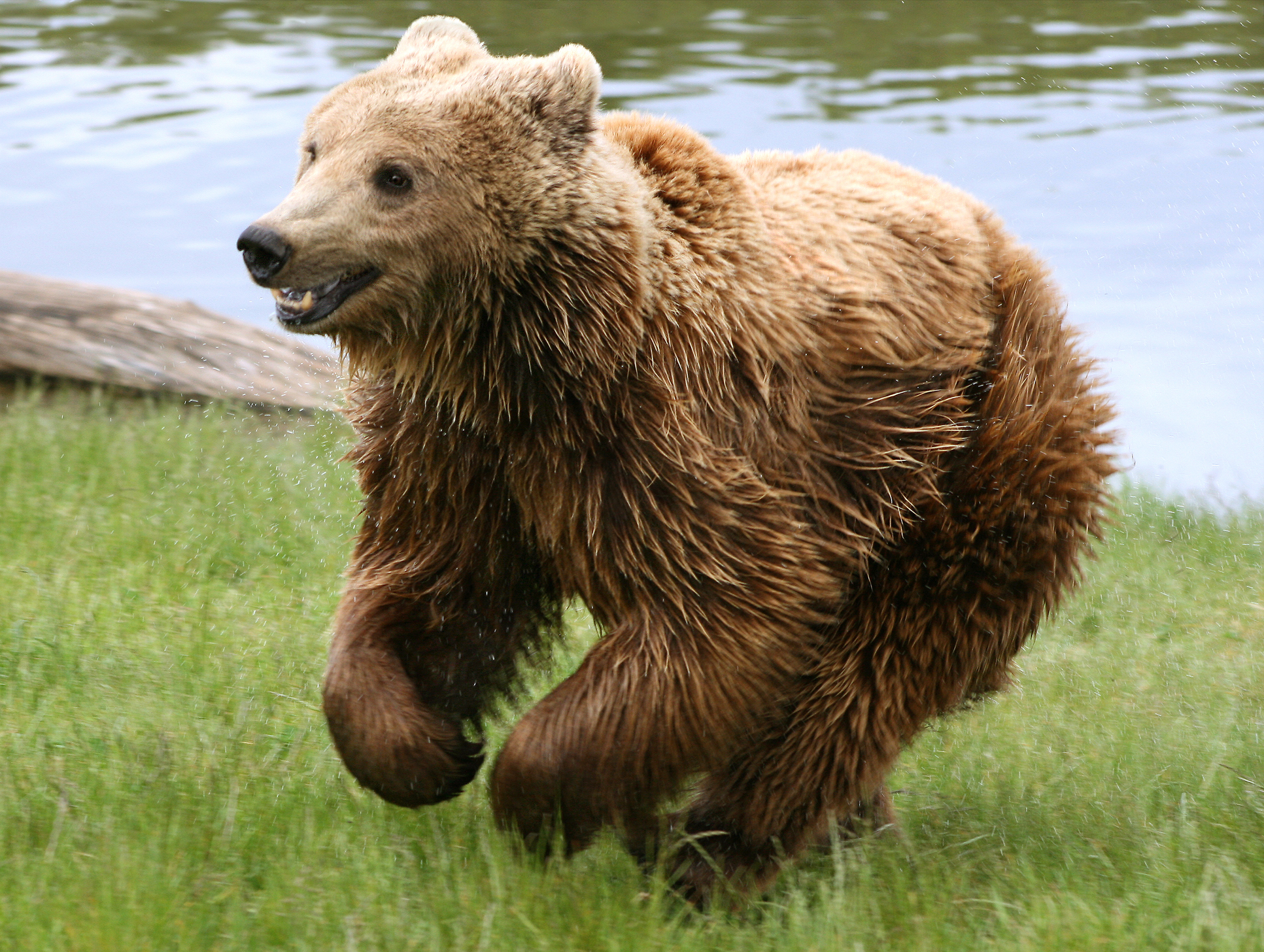
خرس قهوه‌ای اوراسیایی در حال دویدن.یسه با اندازه‌اش بسیار سریع می‌دود. او ی۴ کیلومتر در ساعت بدود